# Kelementelke
Kelementelke (románul Călimănești) falu Romániában Maros megyében, Marosvásárhelytől 23 km-re délkeletre, Segesvártól 36 km-re, a Kis-Küküllő jobb partján, Szövérd és Gyulakuta szomszédságában.
A hagyomány szerint egy Botos Kelemen nevű gazda alapította, aki a dombon levő telkét kerítéssel vette körül.

## Története
1498-ban már a mai nevén említik. 1605-ben az itt tartott székely gyűlésen mondták ki a Bocskaihoz való csatlakozást. 1910-ben 740 lakosából 733 magyar és 5 román volt. A trianoni békeszerződésig Maros-Torda vármegye Marosi alsó járásához tartozott. 1944 szeptemberében között hadszíntér volt a falu területe, 87 román katona sírja van a Szőllőskertben. 1992-ben 925 lakosából 903 magyar, 19 cigány és 3 román volt.

## Látnivalók
- Református temploma 1792-ben épült neobarokk stílusban.[2]
- Római katolikus kápolnáját a báró Szentkereszty család építtette a 18. században.[3]
- A Simén család udvarházában Petőfi és Jókai is vendégeskedett. Petőfi itt reggelizett 1849. július 30-án Székelykeresztúr felé utaztában.[4]
- A Henter-kúriát 1919-ben bontották le.[5]
- Borospince

## Híres emberek
- Itt született 1852-ben Gönczy Lajos botanikus, a székelyudvarhelyi református kollégium volt igazgatója.[2]
- Itt született 1847-ben Ugron Gábor politikus, országgyűlési képviselő.
- A temetőben nyugszik Lázár Kálmán (1827–1874) ornitológus.[2]